# Panache
Panache war ein griechisches  Gewichtsmaß auf der Insel Samos und wurde als Getreidemaß verwendet. Hier wurden Getreide, Samen und andere trockene Waren nur nach Gewicht verkauft.
Das größere Maß der Quillot, auch Kilo oder Kiloz, hatte als Volumen 33,148 Liter und als Gewichtsmaß 24,861 Kilogramm.
- 1 Panache = 25 Pfund[1] (griech.) etwa 8,29 Kilogramm
- 3 Panache = 1 Quillot